# María José Hoffmann
 María José Hoffmann Opazo (Santiago, 28 de diciembre de 1976) es una politóloga y política chilena, militante de la Unión Demócrata Independiente (UDI), partido del cual ejerce como secretaria general desde diciembre de 2020. Se desempeñó como diputada de la República por el distrito N.° 7 entre 2010 y 2022.

## Biografía
Hija de Fernando Hoffmann Álamos y María Eugenia Opazo Villaseca. Su padre fue subteniente del ejército, y en 1974 recibió entrenamiento de la Escuela de las Americas. Es sobrina bisnieta del diputado Pablo Hoffmann.
Está casada con Gonzalo Müller, abogado y analista político, quien también milita en la UDI y quien ha estado involucrado en el Caso SQM y en una acusación de sobre sueldos mientras era asesor de la Municipalidad de Las Condes durante la alcaldía de Joaquín Lavín. Tiene tres hijos, Matías, Clara y Diego. En 2020 su hijo Matías fue denunciado públicamente por violación.
Estudió en el Colegio People Help People de la comuna de Santo Domingo, egresando en 1995. Posteriormente, ingresó a la Universidad Central de Chile donde se graduó de Ciencias Políticas, en 1999, tras la presentación de la tesis Sistema Electoral: dos realidades para Chile. Entre marzo de 2000 en Londres y agosto de 2001 en Connecticut (EE. UU.), realizó un curso de liderazgo político dictado por la International Youth Democratic Union. Entre 2002 y 2003, estudió un Magíster en Acción Política y Participación Ciudadana en el Estado del Derecho en la Universidad Francisco de Vitoria en España, como seleccionada de la beca Fundación Carolina. Más tarde, entre 2006 y 2007, cursó un Magíster en Políticas Públicas en la Universidad del Desarrollo.

## Carrera política
Ingresó en política como estudiante universitaria, época en que se integró a la Juventud de la UDI. Entre 2000 y 2002, se convirtió en la primera mujer en asumir como presidenta nacional de la Juventud UDI.
Entre 2000 y 2004, fue concejala de la Municipalidad de Recoleta. Entre 2003 y 2004, fue secretaria ejecutiva de la Corporación Pro Memorial Jaime Guzmán.
Entre 2004 y 2008, fue elegida concejala de la Municipalidad de Conchalí. Durante el mismo período asumió la presidencia nacional de los concejales de su partido. Asimismo, entre 2005 y 2008, fue vicepresidenta directiva de concejales de la Asociación Chilena de Municipalidades (ASCHM).
En diciembre de 2009 fue elegida diputada por el distrito N.º 15, correspondiente a las comunas de Algarrobo, Cartagena, Casablanca, El Quisco, El Tabo, San Antonio y Santo Domingo, en la Región de Valparaíso (por el periodo legislativo 2010-2014). Fue integrante de las comisiones permanentes de Gobierno Interior y Regionalización; de Educación; y de Derechos Humanos, Nacionalidad y Ciudadanía. Formó parte del comité parlamentario de la UDI.
En las elecciones parlamentarias de 2013 fue reelegida como diputada por el mismo distrito por el periodo 2014-2018. Integró las Comisiones Permanentes de Cultura, Artes y Comunicaciones; Educación; Desarrollo Social, Superación de la Pobreza y Planificación; y Ciencias y Tecnología.
El 26 de noviembre de 2014 Hoffmann interpeló al ministro de educación, Nicolás Eyzaguirre con casi 20 preguntas, en medio de manifestaciones en el congreso. Fue criticada por su papel en la interpelación, tanto por parlamentarios oficialistas como por sus pares de Renovación Nacional.
En noviembre de 2017, fue electa diputada por el nuevo 7° distrito, de la Región de Valparaíso, por el legislativo período 2018-2022, obteniendo la primera mayoría de votos. Integró las comisiones permanentes de Ciencias y Tecnologías; Educación; y Medio Ambiente y Recursos Naturales. Asimismo, integró la Comisión Investigadora de "Actos del Gobierno relativos al sistema de créditos para el financiamiento de educación superior".
Como parlamentaria fue activa defensora de los intereses de Israel. Fue integrante, junto a otros diputados de origen judío, de la Bancada por la Paz de la Cámara de Diputadas y Diputados  y en 2019 fue electa presidenta del Comité Interparlamentario Chileno-Israelí.
Forma parte del Comité parlamentario de la UDI.
En junio de 2024 anunció su candidatura para las Elecciones regionales de 2024 para Gobernadora Regional de Valparaíso. Tras pasar a la segunda vuelta junto al Gobernador saliente Rodrigo Mundaca, cayó derrotada en la segunda vuelta con 37,5% de los votos, versus Mundaca que obtuvo 62,5%; perdió en las 38 comunas componentes de la región.

## Controversias

### Supuestos comportamientos racistas
En 2011, la entonces diputada por la UDI María Hoffmann, junto a su par Claudia Nogueira Fernández, fueron sorprendidas formando parte del grupo Orgullosas de ser blancas en Facebook. Este grupo se declaraba así mismo como no racista, buscando solamente el reconocimiento del legado genético caucásico sin dejar de respetar otras razas. Ambas negaron rotundamente su participación en aquel movimiento, aduciendo ser víctimas de un hacker, y anunciando interponer una denuncia en la Policía de Investigaciones de Chile para perseguir a los presuntos culpables.
En el libro Imputada. La historia de la Negra Tatuada en la UDI de la periodista y antigua jefa de prensa de la UDI, Lily Zúñiga, se describió a Hoffmann como clasista y racista y de bajar candidaturas según el aspecto físico de las personas.

### Caso Motel
En ese mismo libro, Zúñiga involucró a Hoffmann en un supuesto decomiso de drogas realizado por la PDI en un motel de la comuna de San Antonio, donde ella habría estado con el diputado Víctor Torres. Esto habría ocurrido en 2009 cuando Hoffmann estaba casada. Desde el partido han acusado a Zúñiga de enlodar deliberadamente la imagen de varios miembros para promocionar un libro suyo.
En 2017, Hoffmann generó controversia al comentar sobre los campamentos en Viña del Mar que existía habitantes de los mencionados que los usaban como segunda vivienda, o casa de veraneo.

### Críticas a la igualdad de género en política
Durante marzo de 2020, como invitada del matinal Contigo en la mañana para hablar sobre la masiva marcha del día internacional de la mujer, la diputada declaró: «Yo no soy feminista, soy femenina, soy mujer, y me encantaría que se respetara esa opción» Declaró estar en contra de las cuotas políticas y paridad para las mujeres, considerándolas como instrumentos legales indignos para las mujeres, declaración que ha sostenido en el tiempo.
En el contexto de la pandemia del COVID-19, la diputada ha sido una de las principales impulsoras del indulto o beneficios a presos de avanzada edad por crímenes de lesa humanidad del Penal Punta Peuco. Esto generó controversia al existir tratados internacionales que establecen que este tipo de delitos no susceptibles de amnistías, indultos o prescripción.
En mayo de 2020 la diputada se ausentó dos veces de su labor en la Comisión de Educación de la Cámara de Diputadas y Diputados para asistir como panelista al programa matinal Bienvenidos de Canal 13. En junio, recibió críticas de su par Pamela Jiles por su constante aparición en matinales, inclusive por sobre las sesiones del Congreso.

### Cuestionamiento al aumento de impuestos
Durante junio de 2020 la diputada se opuso a las críticas de la oposición al gobierno que señalaban que el monto del Ingreso Familiar de Emergencia sería insuficiente, y defendió una tramitación rápida del proyecto. Declaró que es una ayuda que la sociedad personas no pueden seguir esperando y a la izquierda le encanta que las personas vivan del Estado; nosotros no queremos que dependan del Estado. También, criticó un posible impuesto a los llamados súper ricos, indicando que es fácil hacer caridad con lo ajeno y que, en ese caso, todos llevarían su patrimonio a paraísos fiscales.

### Noticias falsas
Durante la campaña de segunda vuelta de las elecciones de Gobernador Regional, en un debate contra su contendor Rodrigo Mundaca, señaló 3 afirmaciones falsas; indicó haber apoyado el Bono de emergencia, la defensa de los derechos de la mujer a un postnatal de emergencia y de la elección popular de gobernadores, situaciones que según los registros del Congreso señalan que Hoffmann votó en contra. Además, se abstuvo de votar de la imprescriptibilidad de todo tipo de Delitos sexuales, lo cual denegó la unanimidad en dicho proyecto de ley.

## Historial electoral
| Año  | Tipo           | Tipo           | Territorio           | Pacto                   | Partido | Votos   | %     | Resultado         |
| ---- | -------------- | -------------- | -------------------- | ----------------------- | ------- | ------- | ----- | ----------------- |
| 2000 | Municipales    | Municipales    | Recoleta             | Alianza por Chile       | UDI     | 528     | 0.69  | Concejala         |
| 2004 | Municipales    | Municipales    | Conchalí             | Alianza                 | UDI     | 11 787  | 18.41 | Concejala         |
| 2009 | Parlamentarias | Parlamentarias | Distrito 15          | Coalición por el Cambio | UDI     | 20 585  | 24.0  | Diputada          |
| 2013 | Parlamentarias | Parlamentarias | Distrito 15          | Alianza                 | UDI     | 21 800  | 28.41 | Diputada          |
| 2017 | Parlamentarias | Parlamentarias | Distrito 7           | Chile Vamos             | UDI     | 34 606  | 10.7  | Diputada          |
| 2024 | Regionales     | 1.ª vuelta     | Región de Valparaíso | Chile Vamos             | UDI     | 248 194 | 21.6  | Pasa a 2.ª vuelta |
| 2024 | Regionales     | 2.ª vuelta     | Región de Valparaíso | Chile Vamos             | UDI     | 464 230 | 37.5  | No electa         |